# 유엔 총회 결의 제273호

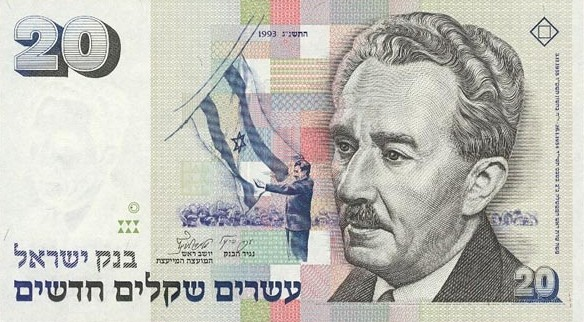
유엔 건물에 이스라엘 국기를 게양하는 모습이 담긴 20 이스라엘 신 셰켈 지폐의 앞면

유엔 총회 결의안 제273호는 1949년 5월 11일, 제3차 유엔 총회 후반부에 채택된 것으로, 주요 내용은 이스라엘의 유엔 가입 승인 건이다. 1949년 3월 4일 유엔 안전 보장 이사회 결의 제69호의 승인에 따라 최종 통과되었다.
이 결의안은 3분의 2 이상의 찬성으로 통과되었다. (총회 찬성 37표, 반대 12표, 기권 9표로 통과)

## 투표 결과
투표 결과는 다음과 같다.
찬성

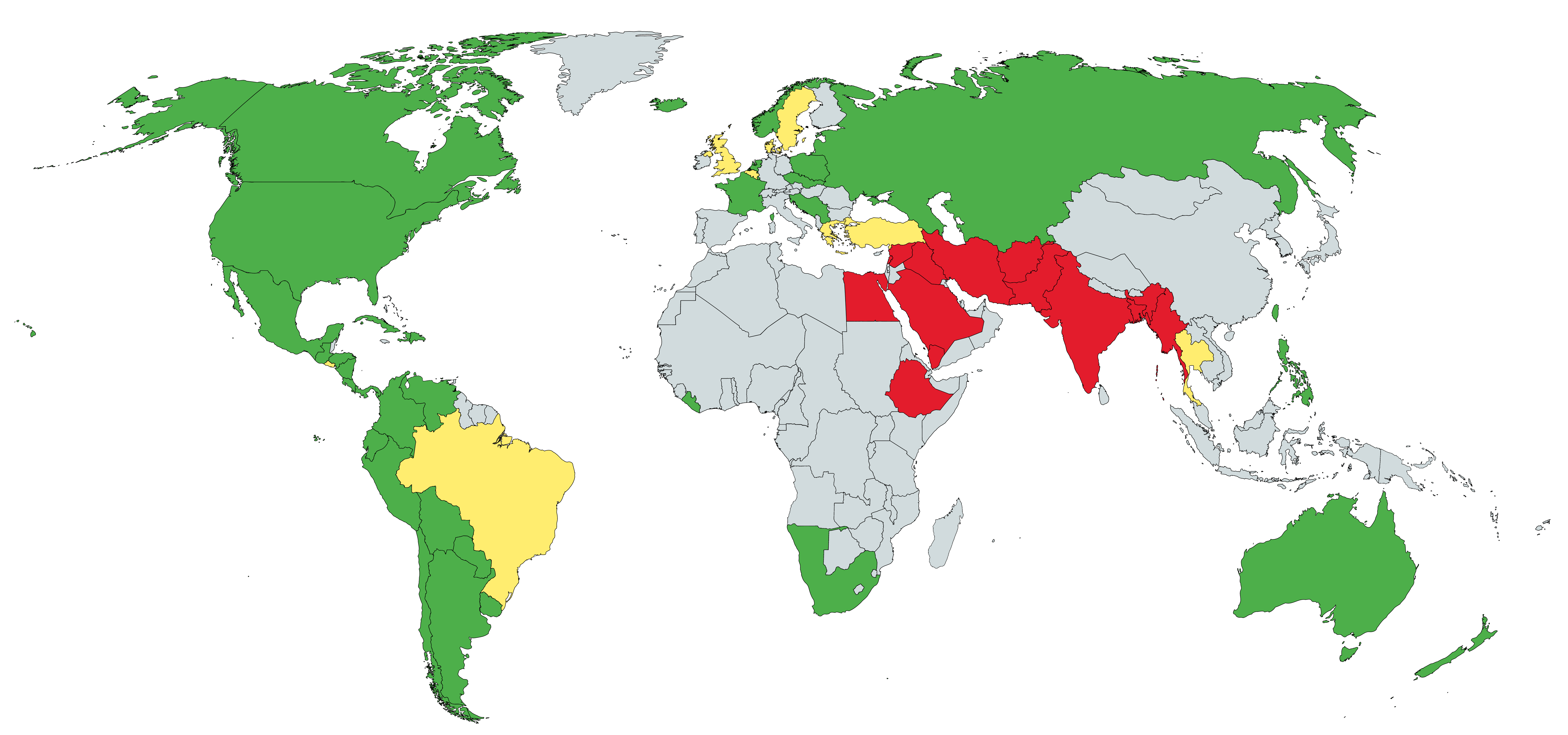
국가별 투표 결과

아르헨티나, 호주, 볼리비아, 벨라루스 SSR, 캐나다, 칠레, 중국, 콜롬비아, 코스타리카, 쿠바, 체코슬로바키아, 도미니카 공화국, 에콰도르, 프랑스, 과테말라, 아이티, 온두라스, 아이슬란드, 라이베리아, 룩셈부르크, 멕시코, 네덜란드, 뉴질랜드, 니카라과, 노르웨이, 파나마, 파라과이, 페루, 필리핀, 폴란드, 남아프리카 연방, 우크라이나 소비에트 사회주의 공화국, 소련, 미국, 우루과이, 베네수엘라, 유고슬라비아
반대
아프가니스탄, 버마, 이집트, 에티오피아, 인도, 이란, 이라크, 레바논, 파키스탄, 사우디 아라비아, 시리아, 예멘
기권
벨기에, 브라질, 덴마크, 엘살바도르, 그리스, 시암(태국), 스웨덴, 터키, 영국 .

## 같이 보기
- 팔레스타인 분할안
- 유엔 총회 결의 제194호